# Estelle Sartini
Pas d'image ? Cliquez ici

a Compétitions nationales et continentales officielles uniquement.

b Matchs officiels uniquement.
Estelle Sartini, née le 1er juin 1973 au Mans, est une joueuse internationale française de rugby à XV évoluant au poste de demi d'ouverture au Caen Rugby Club puis à l'Ovalie caennaise (1,56 m pour 60 kg).
En 1996, elle obtient sa première sélection en équipe de France avant d'en devenir par la suite capitaine. Elle prend sa retraite de joueuse en 2008 pour s'investir au niveau des instances fédérales en devenant manager de l'équipe de France de rugby à sept. Avec 90 sélections en équipe de France, elle détient le record de capes avant d'être dépassée de deux sélections par Laëtitia Salles en 2014.

## Biographie
Tout d'abord passionnée de football (elle est présélectionnée pour l'équipe de France féminine espoirs), elle commence à pratiquer le rugby à 18 ans dans le cadre universitaire pour devenir membre de l'équipe de France à 22 ans (avec un jeu au pied particulièrement redoutable, souvent buteuse à 100% de réussite). Elle est enseignante en éducation physique et professeur principale à Trouville sur mer et Deauville et a enseigné au Bon Sauveur au Vésinet (Yvelines) et à l'Institut Lemonnier à Caen.
Elle a longtemps vécu en banlieue du Mans, à Saint-Gervais-en-Belin. Elle a commencé à jouer au football à Fillé avec son père Alain comme éducateur.
De 2012 à 2017, elle commente les matchs de l'Équipe de France féminine de rugby à XV sur France 4, notamment le Tournoi des Six Nations féminin et la tournée d'automne 2016, avec Jean Abeilhou,, et la Coupe du monde féminine de rugby à XV 2014, avec Matthieu Lartot et Marie-Alice Yahé.
Estelle Sartini est mère de deux enfants.

## Palmarès
- Sélectionnée en équipe de France à 90 reprises, durant 11 ans jusqu'en 2006 après le Tournoi des Six Nations.
- Tournoi des Six Nations en 2002, 2004 et 2005 (trois Grands Chelems).
- Championne d'Europe en 1996, 1999, 2000 et 2004 (année du Grand Chelem).
- 3e de la Coupe du monde en 2002 et 2006.
- Championne de France avec le Caen Rugby Club en 1999, 2000 et 2002.
- Vice-championne de France avec le Caen Rugby Club en 2001 et 2003.
- Vice-championne de France avec l'Ovalie caennaise en 2004 et 2005.

Elle fait partie de l'équipe de France féminine de rugby à XV disputant notamment la Coupe du monde féminine de rugby à XV 2006.